# Logenhaus Meiningen

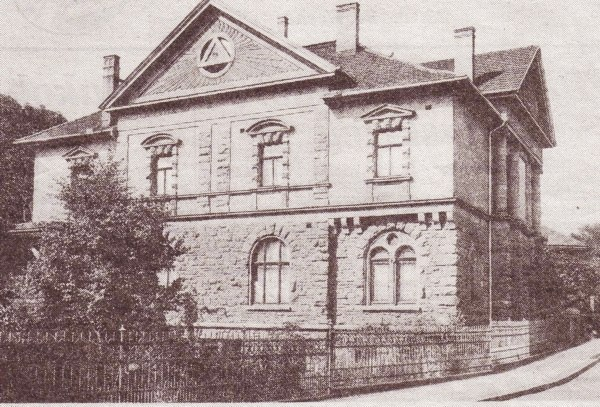
Das 1905 erbaute Logenhaus in der Bismarckstraße

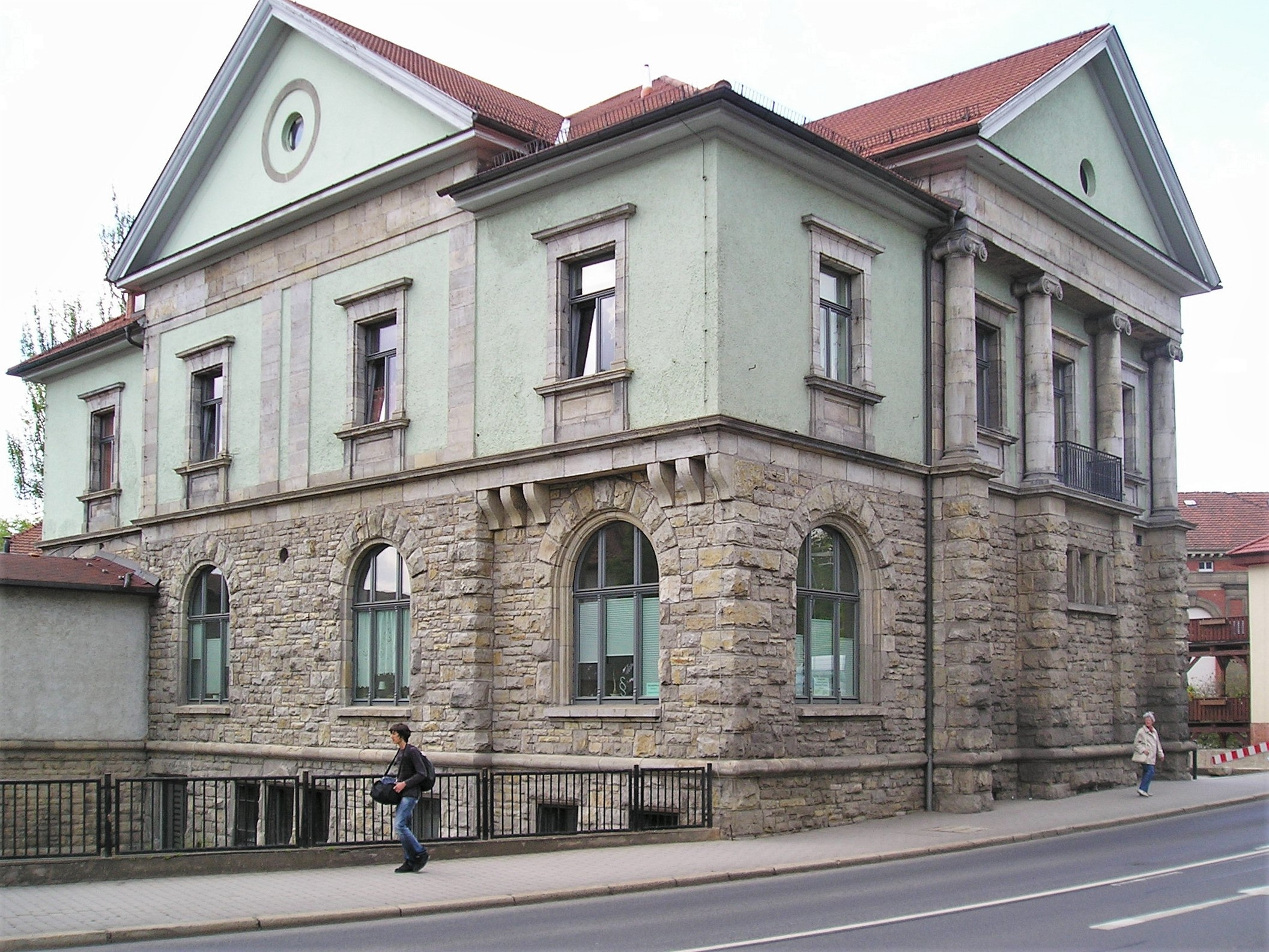
Das Logenhaus heute

Das Logenhaus Meiningen war das Haus der Freimaurerloge „Charlotte zu den drei Nelken“ in der einstigen Residenzstadt Meiningen. Es wurde 1905 in der damaligen Bismarckstraße und heutigen Neu-Ulmer-Straße erbaut und steht unter Denkmalschutz. 

## Geschichte
Die Bewegung der Freimaurer entstand im Herzogtum Sachsen-Meiningen 1741 mit der Gründung der ersten Freimaurerloge auf dem Gebiet des heutigen Thüringen, der Loge „Zu den drei Kompassen“. Die Loge „Charlotte zu den drei Nelken“ wurde 1773 mit einem Patent der Herzogin Charlotte Amalie von Sachsen-Meiningen gegründet. Sie gehörte zur Großen National-Mutterloge „Zu den drei Weltkugeln“ in Berlin. Als Veranstaltungsstätte nutzte die Loge hundert Jahre lang gemietete Räume und Säle in verschiedenen Gebäuden der Stadt. 1873 schließlich kaufte die Loge ein Haus in der Bismarckstraße/Ecke Steinweg und baute es zu ihrem ersten eigenen Logenhaus mit einem Tempelanbau aus. 
Das alte Logenhaus genügte bald nicht mehr den Ansprüchen der Freimaurer und man plante ab 1900 einen Neubau. Die Loge erwarb 1903 ein Grundstück in der Bismarckstraße und die Architekten und Freimaurer Karl Behlert und Carl Göbel ließen nach ihren Plänen ein neues Logenhaus errichten. Am 21. Mai 1905 fand die Weihe des neuen Tempels für die zu diesem Zeitpunkt 205 Freimaurer statt. Der regierende Herzog Georg II. von Sachsen-Meiningen sendete hierzu die Grußbotschaft: „Möge die Loge im neuen Heim sich freudig ausleben können“.
Nach dem Verbot der Freimaurerei durch die Nationalsozialisten wurde das Logenhaus Meiningen am 1. September 1935 mitsamt Vermögen beschlagnahmt. Das Gebäude nutzte anschließend die Kreisleitung der NSDAP, nach dem Zweiten Weltkrieg zog hier dann die Kreisleitung der SED ein. Ab 1990 war das Haus das Domizil der nach der Wende wiederbelebten Tageszeitung Meininger Tageblatt, die hier die zu jener Zeit noch selten vorhandenen Kommunikationseinrichtungen der ehemaligen Kreisleitung verwenden konnte. Nach dem Auszug der Zeitung in ein eigenes Verlagsgebäude dient das Logenhaus als Wohn- und Geschäftshaus.

## Bauwerk
Das Logenhaus hat seinen Standort in der heutigen Neu-Ulmer-Straße 6 direkt am äußeren Bleichgraben, einem der beiden noch erhaltenen Wassergräben der einstigen Stadtbefestigung. Architekt Karl Behlert lieferte die Pläne für die bauliche Hülle und Architekt Carl Göbel war für die Innenausstattung zuständig. Die Baukosten betrugen rund 71.000 Mark, hinzu kamen Stiftungen für Teile der Inneneinrichtung. 
Das dreigeschossige Haus im Stil des Historismus besitzt ein in Richtung Bleichgraben offenliegendes Kellergeschoss, ein Erdgeschoss mit Rundbogenfenster sowie ein Obergeschoss mit Fenstern, die einst Fensterlaibungen im eklektizistischen Stil besaßen. Der Giebel an der Ostseite, in dessen Tympanonfeld sich einst das freimaurische Symbol „Pentagramm“ befand, wird von vier am Obergeschoss befindlichen ionischen Säulen getragen. Die Südfassade wird ebenfalls von einem Giebel gekrönt, in dessen Tympanonfeld das Symbol „Auge der Vorsehung“ angebracht war. Die beiden Symbole wurden 1935 von den Nationalsozialisten entfernt, ebenso veränderten sie den Stil der Fensterlaibungen im Obergeschoss und zwei Rundbogenfenster im Erdgeschoss. An der Südseite fügten die Logenmitglieder am Kellergeschoss eine Kegelbahn an, auf der eine vom Erdgeschoss zugängliche Loggia errichtet wurde. 
Im Innern befand sich im Erdgeschoss an der Nordseite ein großer Veranstaltungssaal, deren farbige Rundbogenfenster Motive der Grade „Lehrling“, „Geselle“„“ und „Meister“ der Freimaurerei beinhalteten. Im Erdgeschoss hatte man des Weiteren Clubzimmer, ein Billardzimmer und an der Westseite mit Zugang zur Loggia das Schwesternzimmer der seit 1837 bestehenden Schwesternloge eingerichtet. Über dem Saal war im Obergeschoss der von einer Kuppel überspannte Tempel untergebracht, weiterhin die Bibliothek und der Meistersaal. Im Keller- bzw. Untergeschoss befanden sich neben der Kegelbahn und der Kastellanwohnung die Küche und ein Weinkeller. Im Treppenhaus war in einer Nische unter einem an der Wand angebrachten Landeswappen von Sachsen-Meiningen eine Büste von Herzog Georg II. aufgestellt worden.
Das wertvolle Inventar wurde nach der Beschlagnahmung durch die Nationalsozialisten geplündert. Darunter befanden sich Gemälde von Herzogin Charlotte Amalie von Hessen-Philippsthal, vom Herzog Carl und Herzog Georg II. von Sachsen-Meiningen. Nach 1950 erhielt das Gebäude an der Nord- und Südseite bis zur Höhe des Erdgeschosses reichende moderne Anbauten, die das Erscheinungsbild des Hauses aber nur unwesentlich beeinträchtigen. Sie werden heute wie das Logenhaus selbst als Wohn- und Bürogebäude genutzt.